# Ramón Flores (judoka)
Ramón Flores (8 de enero de 1989) es un deportista mexicano que compitió en judo. Ganó una medalla en el Campeonato Panamericano de Judo de 2013 y dos medallas en los Juegos Centroamericanos y del Caribe de 2010.

## Palmarés internacional
| Campeonato Panamericano              | Campeonato Panamericano | Campeonato Panamericano | Campeonato Panamericano |
| Año                                  | Lugar                   | Medalla                 | Categoría               |
| ------------------------------------ | ----------------------- | ----------------------- | ----------------------- |
| 2013                                 | San José (Costa Rica)   | Medalla de bronce       | +100 kg                 |
| Juegos Centroamericanos y del Caribe |                         |                         |                         |
| Año                                  | Lugar                   | Medalla                 | Categoría               |
| 2010                                 | Mayagüez (Puerto Rico)  | Medalla de oro          | +100 kg                 |
| 2010                                 | Mayagüez (Puerto Rico)  | Medalla de plata        | Abierta                 |